# هاندلي بيج
هاندلي بيج المحدودة (بالإنجليزية: Handley Page)‏ تأسست في 17 يونيو 1909، من قبل فريدريك هاندلي بيج (في وقت لاحق السير فريدريك) في عام 1909 كأول شركة مساهمة عامة تعمل في مجال تصنيع الطائرات في المملكة المتحدة. تم تصفية الشركة اختياريا واندثرت في عام 1970. وكان يوجد مقرها في مطار رادليت في هيرتفوردشاير، أشتهرت بإنتاج القاذفات الثقيلة والطائرات الكبيرة.